# Milagro (teología cristiana)

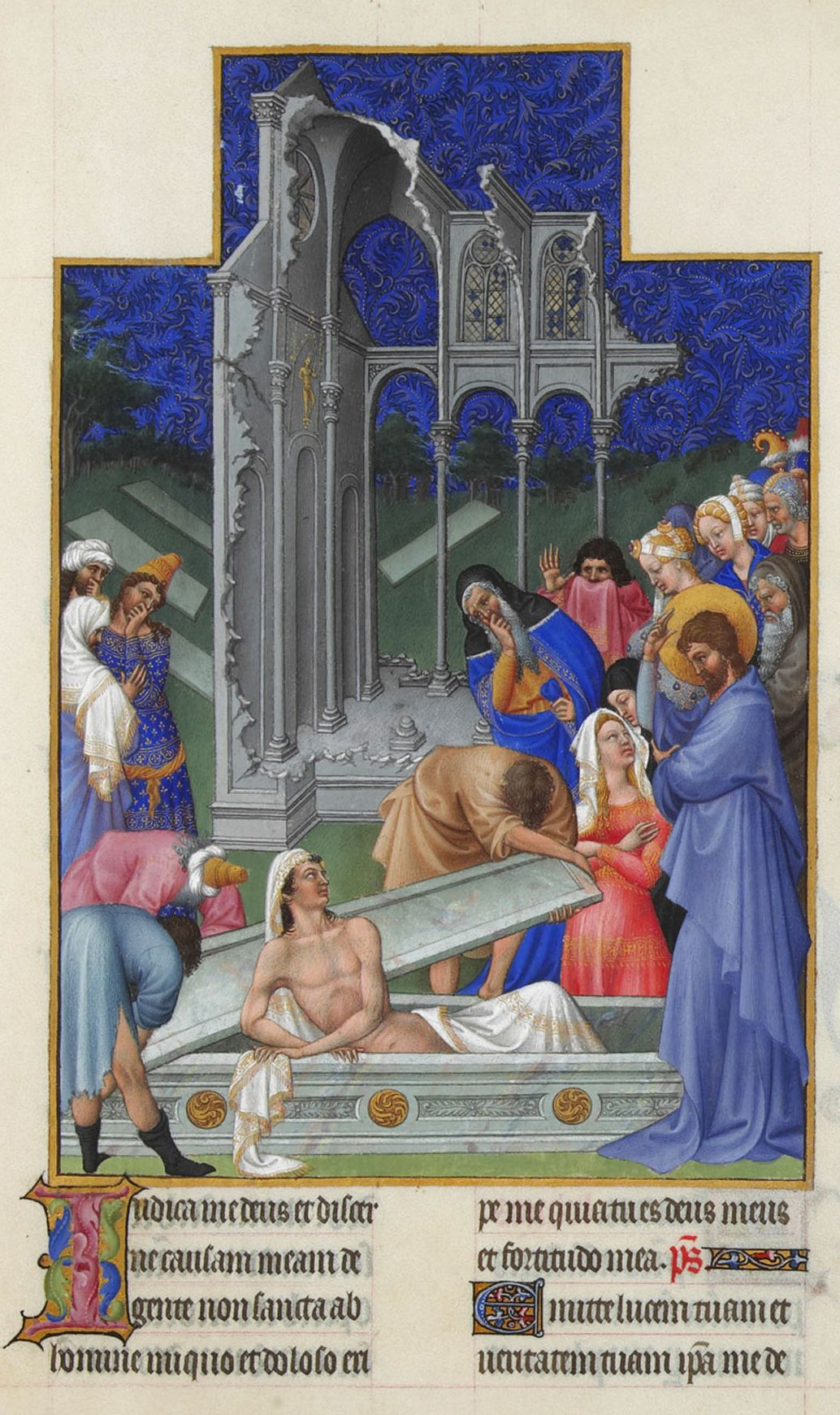
Resurrección de Lázaro, (c. 1410) folio 171r de Très Riches Heures du Duc de Berry. Musée Condé, Francia.

En la teología cristiana, se llama milagro a un suceso a la vez sensible y trascendente que se produce con intervención divina y que forma parte asimismo de una revelación. Estos tres aspectos son indisolubles de tal modo que el milagro es descrito como un prodigio que es un signo o como signo trascendente no habitual. La mera ocurrencia de un suceso extraordinario es insuficiente para que se considere un milagro. El suceso debe ser un signo, es decir, conllevar con propiedad un significado espiritual. 
En el cristianismo, la noción de milagro es muy temprana y se remonta a las narraciones evangélicas de tales sucesos. De entonces ahora ha proliferado en el ámbito del fervor popular en forma de narraciones extraordinarias, asociadas muchas veces a vidas de santos y reliquias. El milagro ha sido tratado por diversos autores, algunos clásicos, como San Agustín o Santo Tomás, y modernos, existiendo diferencias interpretativas entre los ámbitos católico, protestante y ortodoxo. Hoy es estudiado dentro del marco de la teología del milagro, que es a su vez una rama de la antropología espiritual cristiana. Una parte esencial de estos estudios se dirige a la hermenéutica bíblica, sobre todo en lo que atañe a los Milagros de Jesús, de los cuales el más importante es el de la resurrección. Otra parte se dirige a clarificar la relación entre el milagro y la ley natural, que no siempre ni necesariamente se incumple.